# Ramon Cojuangco

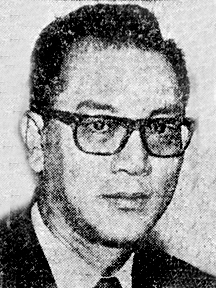
Ramon Cojuangco

Ramon "Monching" U. Cojuangco (Manilla, 31 augustus 1924 – Makati, 6 mei 1984) was een Filipijns topman. Hij had van 1968 tot zijn dood de leiding over de Philippine Long Distance Telephone Company (PLDT).

## Biografie
Zijn ouders waren Victoria Uychuico en Antonio Cojuangco, een zoon van afgevaardigde Melecio Cojuangco. Ramon volgde zijn lagere school en middelbareschoolopleiding aan de Ateneo de Manila en studeerde later in de Verenigde Staten aan de Fordham University. Nadien was hij werkzaam voor de Philippine Bank of Commerce, een bank onder leiding van Jose Cojuangco sr., de vader van Corazon Aquino. Op 20 december 1967 kocht Ramon Cojuangco samen met een groep zakenlieden met hulp van leningen en garantstellingen van door de overheid gecontroleerde financiële instellingen de aandelen van Gentel in de Philippine Long Distance Telephone Company (PLDT). Hierdoor kwam de PLDT op 1 januari 1968 formeel in handen van Cojuangco en zijn groep. Onder zijn leiding groeide het bedrijf van een gemiddeld groot bedrijf uit tot een multinational.
Ramon Cojuangco overleed op 6 mei 1984 aan de gevolgen van kanker. Zijn eerste vrouw was Natividad "Nene" de las Alas, een dochter van Antonio de las Alas. Natividad werd echter 18 maanden na hun huwelijk tegelijk met zijn Ramon's vader, moeder, broer en zus in de laatste dagen van de Tweede Wereldoorlog door de Japanners vermoord. Later hertrouwde hij met Imelda Ongsiako. Met haar kreeg hij drie zonen en twee dochters. Twee jaar na Ramon's dood nam zijn zoon Antonio Cojuangco de leiding over de PLDT over.